# Gander Bay
De Gander Bay is een baai van 93 km² in de Canadese provincie Newfoundland en Labrador. De baai bevindt zich aan de noordkust van het eiland Newfoundland en geeft in het noorden uit in Sir Charles Hamilton Sound. De Gander Bay wordt tot de Kittiwake Coast gerekend.

## Geografie
De baai is langwerpig daar ze langs haar noord-zuidas een lengte van 24 km heeft en tegelijk nergens meer dan 8 km breed is. De baai is op z'n breedst bij de monding in Sir Charles Hamilton Sound in het noorden. Het zuidelijkste gedeelte van de Gander Bay, waar de rivier de Gander in de baai uitmondt, is echter minder dan een kilometer breed.
Ruim 2 km ten noorden van de monding van de Gander is in 1968 langs weerszijden een dijk aangelegd die in het midden met elkaar verbonden zijn door een brug. Deze connectie staat bekend als de Gander Bay Causeway en vormt een belangrijk onderdeel van provinciale route 331.

### Plaatsen
De westoever van de baai telt vier min of meer in elkaar overlopende gehuchten die allen verenigd zijn binnen het local service district (LSD) Gander Bay North. Het betreft van zuid naar noord Clarke's Head, Wings Point, Victoria Cove en Rodgers Cove.
Aan de oostoever liggen eveneens vier kleine dorpen. De twee zuidelijke plaatsen (Georges Point en Harris Point) vormen het LSD Gander Bay South en de twee noordelijke plaatsen (Main Point en Davidsville) vormen het LSD Main Point-Davidsville. De acht kustplaatsen tellen tezamen 1.480 inwoners (2016).

## Galerij

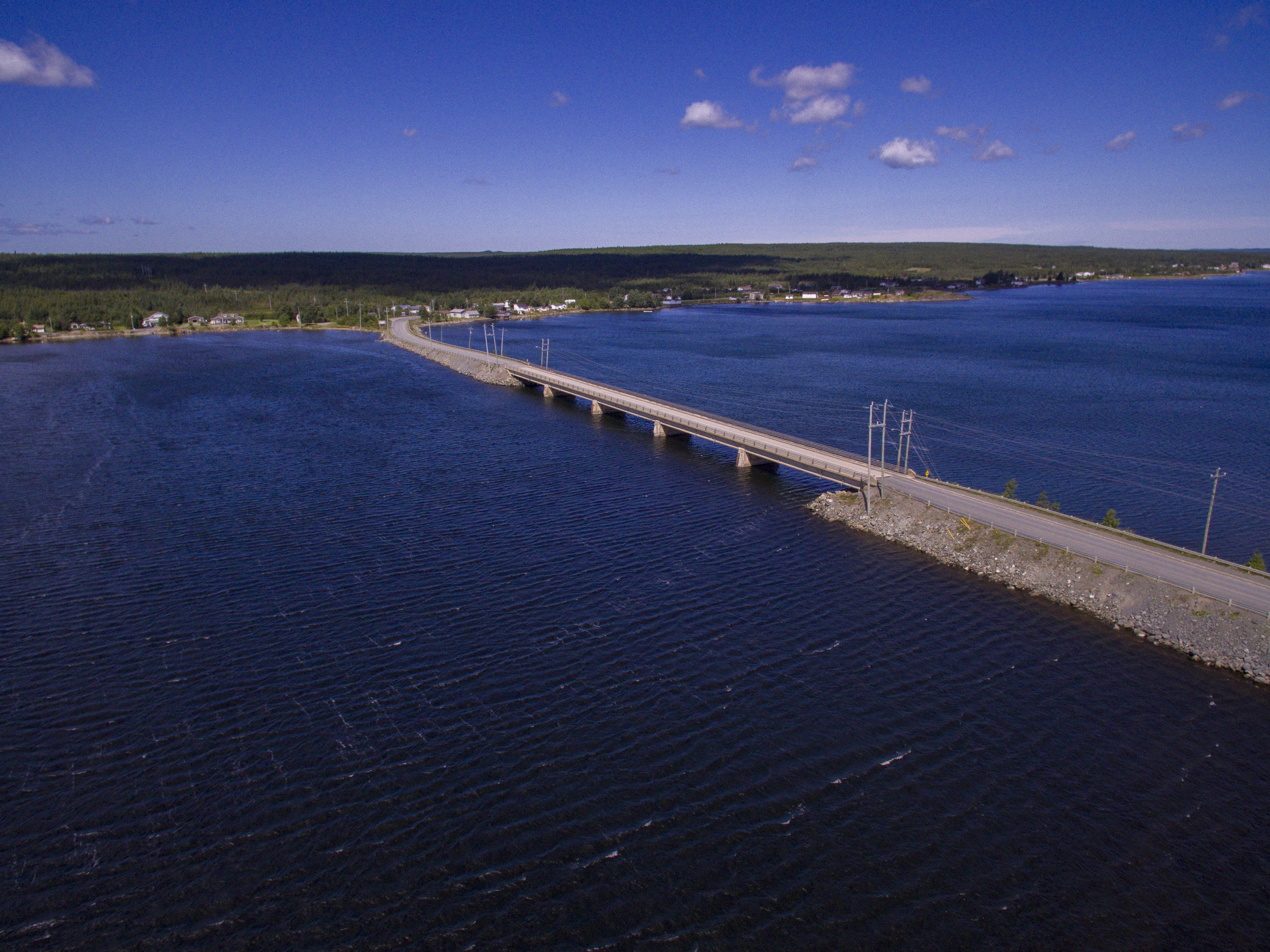
Zicht op de Gander Bay Causeway (NL-331)
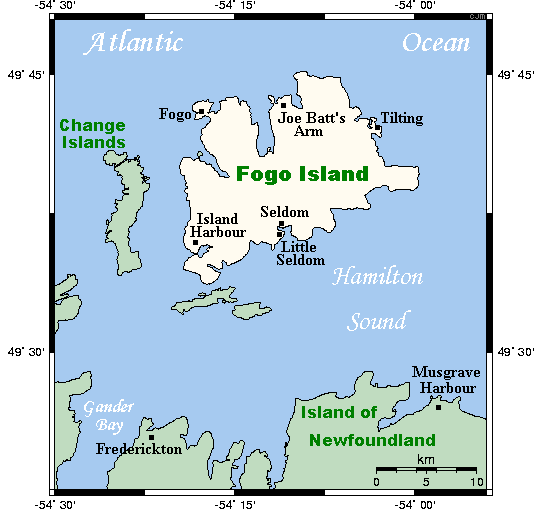
Simplistische landkaart met aanduiding van het noordelijke gedeelte van de baai (linksonder)